# Lepilemur hubbardorum
Lepilemur hubbardorum är en primat i släktet vesslemakier som förekommer på sydcentrala Madagaskar. Arten skiljer sig i sina genetiska egenskaper från nära släktingar.
Arten blir 230 till 240 mm lång (huvud och bål) och har en cirka 240 mm lång svans. En individ vägde 990 g. Pälsen i ansiktet är grå med lite bruna nyanser. På huvudets topp är pälsen rödbrun och kring halsen förekommer en ljusare rödbrun krage. Bakom axlarna är pälsen åter mörkare rödbrun och undersidan är vitaktig. Svansens päls är gulröd med bruna nyanser.
Utbredningsområdet är Zombitse-Vohibasia nationalparken och angränsande regioner. Det uppskattas vara 275 km² stort. Arten vistas i torra lövfällande skogar.
Individerna klättrar i träd och hoppar. De vilar på dagen i trädens håligheter. Lepilemur hubbardorum använder samma sovplats flera gånger. Den delar reviret med Lepilemur ruficaudatus. Födan utgörs antagligen av blad. Upphittade exemplar flyr inte när ett ljus riktas mot dem.
Beståndet hotas av skogsröjningar när odlingsmark etableras och av jakt för köttets skull. Även bränder och gruvdrift påverkar populationen negativt. Det finns risk för att skogens karaktär förändras under det kommande halvseklet (2030-2080) på grund av klimatförändringar. IUCN listar arten som starkt hotad (EN).